# Huis Avesnes

Wapen van het huis Avesnes

Het huis Avesnes was een adellijk middeleeuws geslacht uit Henegouwen. De naam verwijst naar een van de plaatsjes met de naam Avesnes, die nu in Noord-Frankrijk liggen. In het Nederlands is dit huis bekend als Avennes. Avesnes-sur-Helpe werd in de 11e eeuw gesticht door Wederik met de Baard. Een verre nazaat van hem Jacob van Avesnes (heer van Avesnes van 1171-1191) had meerdere kinderen waardoor de familie zich splitste in twee takken.

## Tak Saint-Pol
De tak Saint-Pol ontstond door het huwelijk van Maria van Avesnes, dochter van Wouter II van Avesnes, de oudste zoon van Jacob, en Margaretha van Blois, met Hugo V van Saint-Pol. Met Maria's overlijden in 1241 stierf de oorspronkelijk dynastie van Avesnes uit in mannelijke lijn en werd de heerlijkheid Avesnes toegevoegd aan de bezittingen van de families Saint-Pol-sur-Ternoise en Blois, beide van het huis Châtillon.

## Hollandse tak (1182-1345)
Deze tak begon bij Burchard van Avesnes (geboren in 1182). Hij was de derde zoon van Jacob van Avesnes. Deze tak bestond langer dan de hoofdtak, namelijk tot 1345. De dertigjarige Burchard trouwde in 1212 met de 10-jarige Margaretha II van Vlaanderen. Door dit huwelijk bracht hij zijn familie binnen in de hogere politieke kringen en Burchard kan dus als stamvader van het huis gezien worden. Echter, door de moeilijke ontstaansgeschiedenis van het huis was de geschiedenis van dit huis niet zonder problemen. Margaretha huwde in 1223 namelijk, na het ongeldig verklaarde huwelijk met Burchard, met Willem II van Dampierre. Omdat beide huwelijken kinderen opleverden die aandeel wilden hebben in de erfenis (en macht) was een twistpunt ontstaan. Deze twee takken van nakomelingen van Margaretha leverden de volgende decennia strijd om de erfenis, in het bijzonder de machtsstrijd om het debattenland. Uiteindelijk zou Henegouwen aan de Avesnes toekomen en Vlaanderen gaan naar de Dampierres.
De zoon van Margaretha en Burchard heette Jan van Avesnes (1218-1257). Hij trouwde heel strategisch in 1246 met Aleid van Holland, een zus van Willem II van Holland. Hun oudste zoon Jan I van Avesnes (1247-1304) zou uiteindelijk graaf worden van Holland, Zeeland en Henegouwen. Hun andere zoon Gwijde van Avesnes (1253-1317) werd bisschop van Utrecht.
De laatste telg uit dit geslacht is Willem IV van Holland (1317-1345). Hij stierf kinderloos en zijn erfenis ging naar zijn zus Margaretha van Beieren (1310-1356), waardoor die in Beierse handen kwam.

## Stamboom

### De heren van Avesnes
1. Fastraad I van Oisy (overleden voor 1092), voogd van Doornik, huwde met Ada, vermoedelijk een dochter van heer Wederik van Avesnes
  1. Gozewijn (overleden in 1126), heer van Avesnes, Condé en Leuze
    1. Gozewijn (overleden in 1127), heer van Avesnes, Condé en Leuze

  2. Fastraad II van Oisy (overleden na 1111), voogd van Doornik
    1. Wouter I (overleden in 1147), heer van Avesnes, Condé en Leuze
      1. Diederik, huwde met Richildis van Henegouwen, dochter van graaf Boudewijn III van Henegouwen
      2. Nicolaas (overleden in 1169/1171), heer van Avesnes, Condé en Leuze, huwde met Mahaut van Laroche, dochter van graaf Hendrik I van Namen[bron?]
        1. Jacob (overleden in 1191), heer van Avesnes, Condé en Leuze, huwde met Adela, dochter van heer Bernhard van Guise
          1. Wouter II (overleden in 1243/1246), heer van Avesnes, Guise, Condé, Leuze, Landrecies en Trélon, huwde met gravin Margaretha van Blois
            1. Maria (overleden in 1241), gravin van Blois, huwde met graaf Hugo V van Saint-Pol

          2. Burchard (overleden in 1244), baljuw van Henegouwen, huwde met gravin Margaretha II van Vlaanderen
            1. Jan (1218-1257), graaf van Henegouwen, huwde met Aleid van Holland, dochter van graaf Floris IV van Holland - Nakomelingen zie onder
            2. Boudewijn (overleden in 1295), heer van Beaumont
              1. Jan (overleden in 1283), heer van Beaumont
                1. Boudewijn (overleden in 1299), heer van Beaumont

              2. Beatrix (overleden in 1321), huwde met graaf Hendrik VI van Luxemburg

          3. Ada (overleden na 1249), huwde eerst met graaf Hendrik III van Grandpré en daarna met graaf Rudolf I van Soissons

        2. Fastraad, voogd van La Flamengerie
          1. Jacob van Doornik

      3. Everhard (overleden in 1190), bisschop van Doornik

### Graven van Henegouwen en Holland
1. Jan (1218-1257), graaf van Henegouwen, huwde met Aleid van Holland, dochter van graaf Floris IV van Holland - Voorvaders zie boven
  1. Jan II (1248-1304), graaf van Henegouwen en Holland, huwde met Filippa, dochter van graaf Hendrik V van Luxemburg
    1. Jan (overleden in 1302), heer van Beaumont en Oostervant
    2. Margaretha (overleden in 1342), huwde met graaf Robert II van Artesië
    3. Alix (overleden in 1306), huwde met Roger Bigod, graaf van Norfolk
    4. Isabella (overleden in 1305), huwde met Rudolf II van Clermont, heer van Nesle
    5. Willem III (overleden in 1337), graaf van Henegouwen en Holland, huwde met Johanna van Valois, dochter van graaf Karel van Valois
      1. Margaretha II (overleden in 1356), gravin van Holland en Henegouwen, huwde met keizer Lodewijk de Beier
      2. Filippa (overleden in 1369), huwde met koning Eduard III van Engeland
      3. Isabella (overleden in 1361), huwde met Robert van Namen
      4. Johanna (overleden in 1373), huwde met hertog Willem I van Gulik
      5. Willem IV (overleden in 1345), graaf van Henegouwen en Holland, huwde met hertogin Johanna van Brabant

    6. Jan (overleden in 1356), heer van Beaumont, huwde met gravin Margaretha van Soissons
      1. Johanna (1323-1350), gravin van Soissons, huwde eerst met graaf Lodewijk I van Blois en daarna met markgraaf Willem I van Namen

    7. Maria (overleden in 1354), huwde met hertog Lodewijk I van Bourbon
    8. Mathilde, abdis van de Abdij van Nijvel

  2. Burchard (1251-1296), bisschop van Metz
  3. Gwijde (overleden in 1317), bisschop van Utrecht
  4. Willem (overleden in 1296), bisschop van Kamerijk
  5. Floris (overleden in 1297), huwde met Isabella van Villehardouin, vorstin van Achaea
    1. Mathilde (1293-1331), huwde eerst met Gwijde II van La Roche, hertog van Athene, daarna met Lodewijk van Bourgondië en uiteindelijk met hertog Jan van Durazzo